# Otidea onotica
Oreille-de-lièvre
Espèce
Otidea onotica, l'Oreille-de-lièvre ou Oreille-d'âne, est une espèce de champignons ascomycètes du genre Otidea et de la famille des Pyronemataceae dans l'ordre des Pezizales. Le genre Otidea se différencie des Pézizes par sa fente sur toute sa hauteur, qui, sur cette espèce, ne mesure pas au delà de 8 à 10 cm. O. onotica forme des apothécies jaune orangé, enroulées en forme d'oreille et se différencie par son hyménium (l'intérieur de l'oreille) rosissant. Cette espèce européenne pousse sur la terre nue, en forêt où elle a un régime saprotrophe. O. onotica contient de la gyromitrine au même titre que Gyromitra esculenta, ce qui la rend toxique.

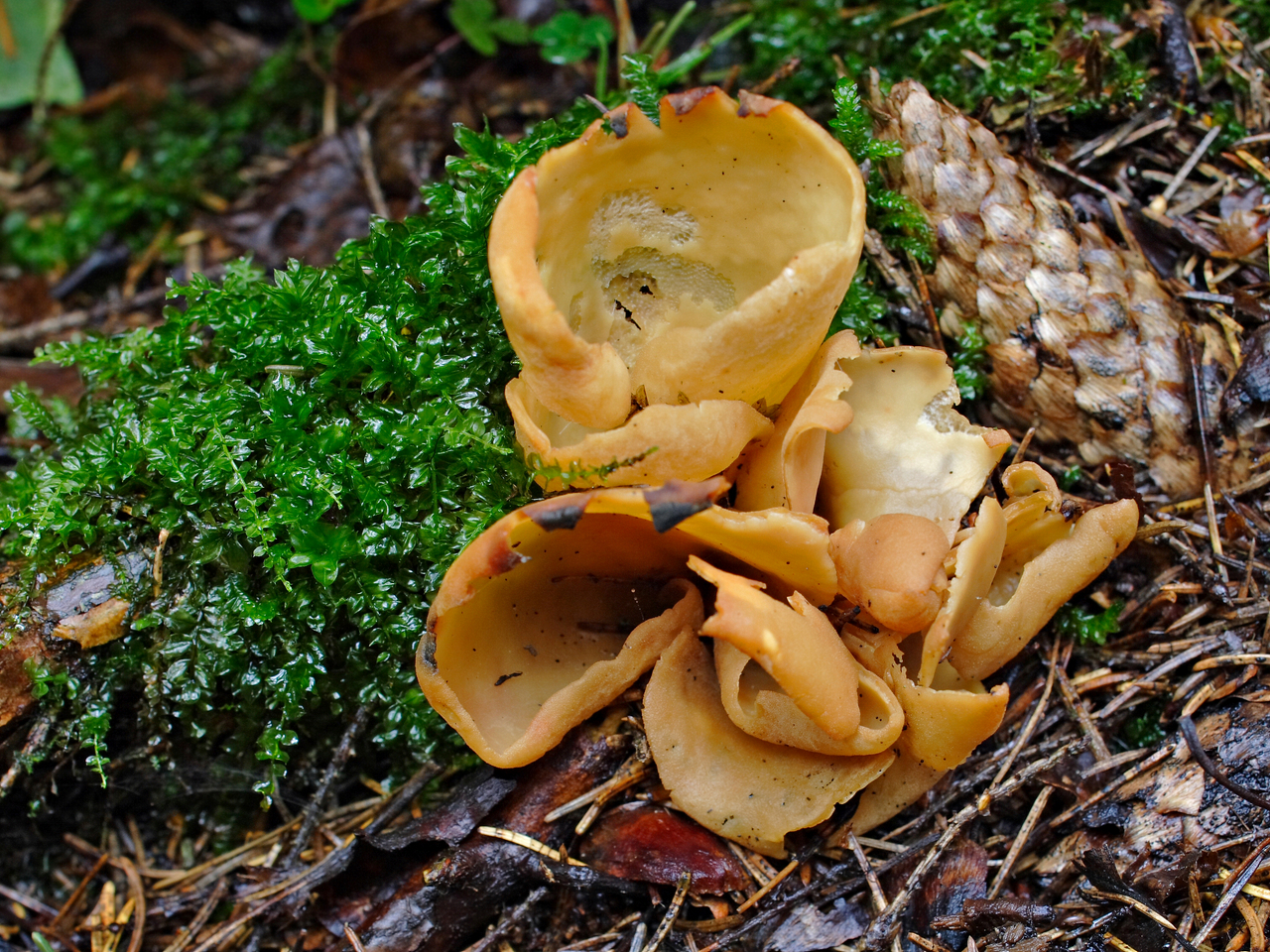
Otidea onotica